# Max Wladimir von Beck
Max Wladimir Freiherr von Beck (ur. 6 września 1854 w Wiedniu, zm. 20 stycznia 1943 tamże) – austriacki polityk, premier (Ministerpräsident) Przedlitawii w latach 1906–1908.
Przeprowadził wielką reformę prawa wyborczego, znoszącą system kurialny i dającą prawa głosu wszystkim mężczyznom. Reforma ta faworyzowała jednocześnie poprzez podział okręgów wyborczych narodowość niemiecką. Pierwsze wybory do Rady Państwa według nowego systemu odbyły się w 1907 roku.
Został odznaczony